# Snæbjörn Galti
 (mai 2022).
Si vous disposez d'ouvrages ou d'articles de référence ou si vous connaissez des sites web de qualité traitant du thème abordé ici, merci de compléter l'article en donnant les références utiles à sa vérifiabilité et en les liant à la section « Notes et références ».
Snæbjörn Galti est un navigateur scandinave qui a été le premier à tenter de coloniser la côte du Groenland en 978, peu après sa découverte par Gunnbjörn Ulfsson. Mais son installation tourne rapidement au désastre et il est tué la même année dans une querelle interne à la colonie.